# 申克尔贝格
申克尔贝格是德国莱茵兰-普法尔茨州的一个市镇。总面积3.51平方公里，总人口669人，其中男性332人，女性337人（2011年12月31日），人口密度191人/平方公里。